# 烏爾巴納鎮區 (愛荷華州門羅縣)
烏爾巴納鎮區（英語：Urbana Township）是位於美國愛荷華州門羅縣的一個行政鎮區。

## 地方資料
根據2010年美國人口普查的數據，烏爾巴納鎮區的面積為94.56平方千米，當中陸地面積為94.48平方千米，而水域面積為0.08平方千米。當地共有人口234人，而人口密度為每平方千米2.47人。